# VW Virtus
Der VW Virtus ist eine von Volkswagen gebaute Limousine im Kleinwagen-Format auf Basis des VW Polo VI. Das Fahrzeug baut daher auf der MQB-A0-Plattform auf. Das Vorgängermodell des Virtus ist die Stufenheck-Variante des VW Polo V.

## Geschichte
Vorgestellt wurde die Limousine im November 2017 im brasilianischen São Paulo. Zunächst wurde der Virtus ab Januar 2018 ausschließlich in Brasilien verkauft und im Volkswagenwerk Anchieta in São Bernardo do Campo (Bundesstaat São Paulo) gebaut. Später folgte die Markteinführung auch auf anderen südamerikanischen Märkten.
Auf der São Paulo International Motor Show im November 2018 präsentierte Volkswagen mit dem Virtus GTS Concept ein seriennahes Konzeptfahrzeug einer Sportversion. Dieses wird vom 110 kW (150 PS) starken 1,5-Liter-Ottomotor der Baureihe VW EA211 evo angetrieben.
Eine überarbeitete Version der Baureihe wurde im März 2022 vorgestellt. Diese kam zunächst auf dem indischen Markt als Pendant zum Škoda Slavia im Juni 2022 auf den Markt. Das Vor-Facelift-Modell wurde dort noch nicht vermarktet. Das Facelift für Brasilien debütierte im Februar 2023 und kam im März 2023 dort auf den Markt.
Der Name des Fahrzeugs stammt aus dem Lateinischen und bedeutet „Tugend/Mut“.

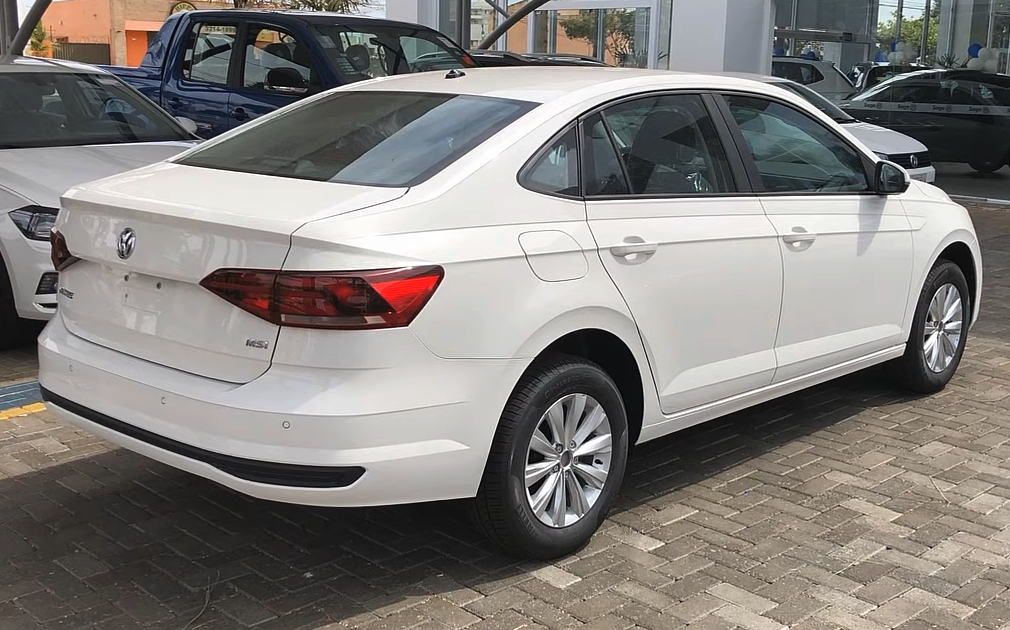
Heckansicht
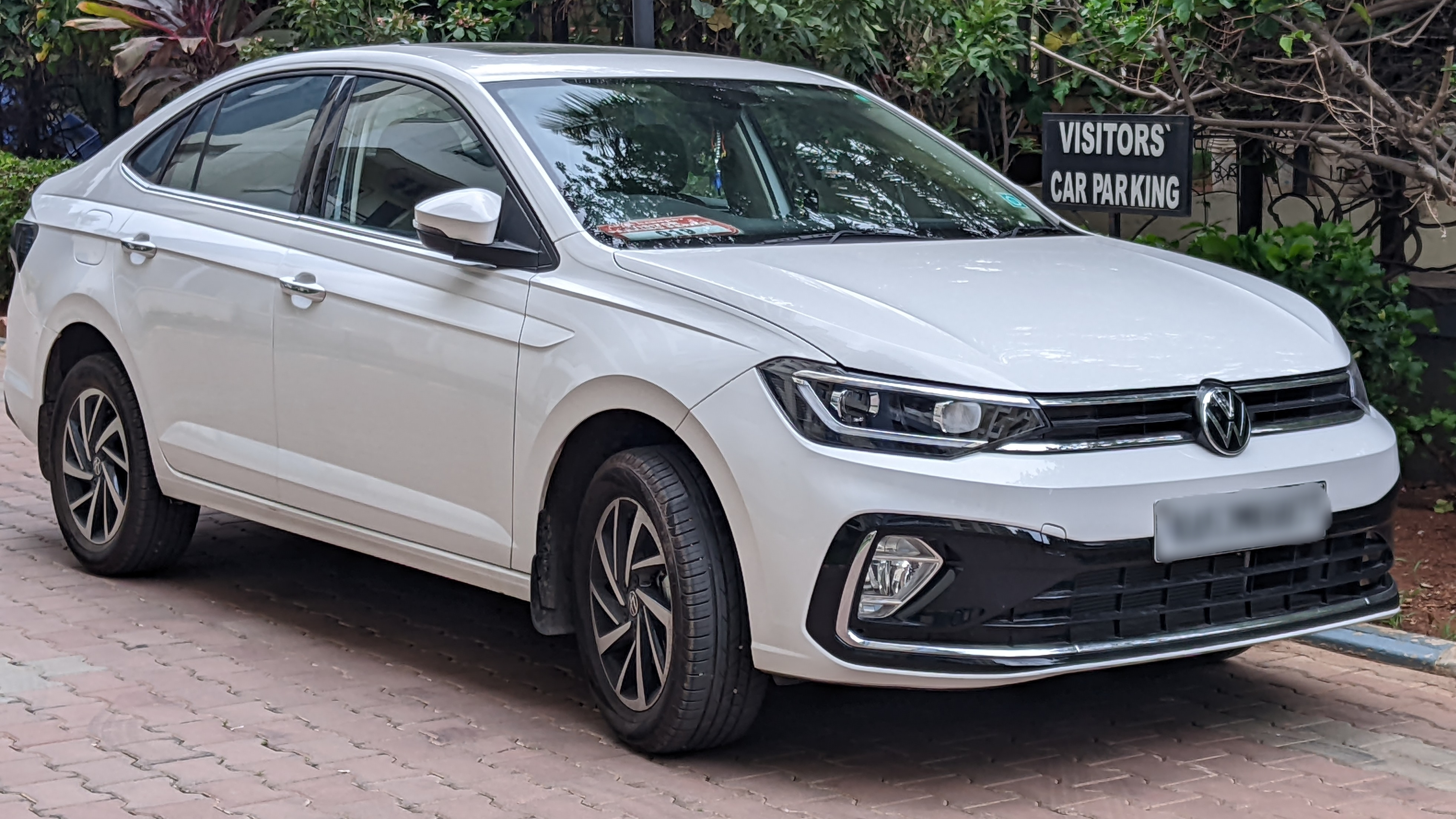
VW Virtus (seit 2022)
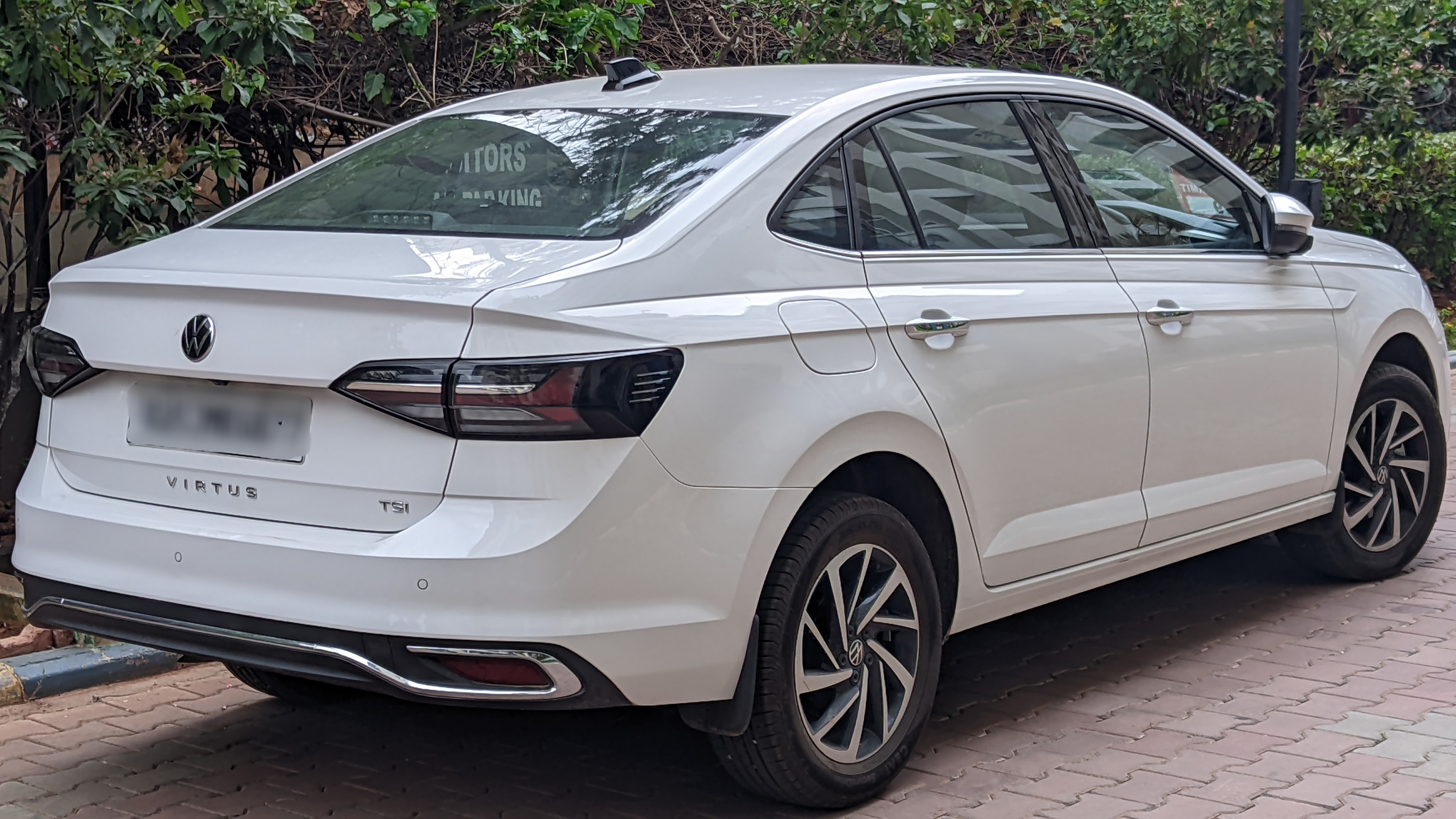
Heckansicht

## Technische Daten
Zum Marktstart wurde der Virtus von einem aufgeladenen Dreizylinder-Ottomotor mit einem Liter Hubraum und 85 kW (116 PS) angetrieben. Dieser kann auch mit Ethanol betrieben werden und leistet dann 95 kW (129 PS). Außerdem war noch ein 1,6-Liter-Ottomotor mit 81 kW (110 PS) erhältlich. Auch diese Variante kann mit Ethanol betrieben werden und leistet dann 86 kW (117 PS). Im September 2020 kam der 110 kW (150 PS) starke GTS in den Handel. Mit der Modellpflege Anfang 2023 wurde auch eine neue Basismotorisierung eingeführt.
|                                | 1.0 TSI                                              | 1.0 TSI                                              | 1.4 GTS                  | 1.6 MSI                                              |
| Bauzeitraum                    | seit 02/2023                                         | seit 01/2018                                         | seit 09/2020             | 01/2018–12/2021                                      |
| Motorkenndaten                 |                                                      |                                                      |                          |                                                      |
| Motorbauart und Zylinderanzahl | R3-Ottomotor                                         | R3-Ottomotor                                         | R4-Ottomotor             | R4-Ottomotor                                         |
| Motoraufladung                 | Abgasturbolader                                      | Abgasturbolader                                      | Abgasturbolader          | —                                                    |
| Gemischaufbereitung            | Direkteinspritzung                                   | Direkteinspritzung                                   | Direkteinspritzung       | Saugrohreinspritzung                                 |
| Motorbaureihe                  | VW EA211                                             | VW EA211                                             | VW EA211                 |                                                      |
| Hubraum                        | 999 cm³                                              | 999 cm³                                              | 1395 cm³                 | 1598 cm³                                             |
| max. Leistung bei min−1        | 80 kW (109 PS) / 5500 Ethanol: 85 kW (116 PS) / 5000 | 85 kW (116 PS) / 5500 Ethanol: 94 kW (128 PS) / 5500 | 110 kW (150 PS) / 5000   | 81 kW (110 PS) / 5750 Ethanol: 86 kW (117 PS) / 5750 |
| max. Drehmoment bei min−1      | 165 Nm / 1750–4500 Ethanol: 165 Nm / 1750–4250       | 200 Nm / 2000–3500                                   | 250 Nm / 1400–4000       | 155 Nm / 4000 Ethanol: 162 Nm / 4000                 |
| Kraftübertragung               |                                                      |                                                      |                          |                                                      |
| Antrieb, serienmäßig           | Vorderradantrieb                                     | Vorderradantrieb                                     | Vorderradantrieb         | Vorderradantrieb                                     |
| Getriebe, serienmäßig          | 5-Gang-Schaltgetriebe                                | 6-Gang-Automatikgetriebe                             | 6-Gang-Automatikgetriebe | 5-Gang-Schaltgetriebe                                |
| Messwerte                      |                                                      |                                                      |                          |                                                      |
| Höchstgeschwindigkeit          | 196 km/h Ethanol: 201 km/h                           | 189 km/h Ethanol: 194 km/h                           | 207–210 km/h             | 191 km/h Ethanol: 195 km/h                           |
| Beschleunigung, 0–100 km/h     | 10,5 s                                               | 10,4 s Ethanol: 9,9 s                                | 8,5–8,7 s                | 10,2 s Ethanol: 9,8 s                                |
| Leergewicht                    | 1161 kg                                              | 1226 kg                                              | 1271 kg                  | 1139 kg                                              |

## Trivia
Anlässlich eines Werksbesuch des brasilianischen Präsidenten Luiz Inácio Lula da Silva Anfang Februar 2024 baute Volkswagen einen Virtus zu einem viertürigen Cabriolet um. Der Umbau dauerte sechs Wochen, dabei wurde unter anderem der Tank verkleinert sowie die Karosserie verstärkt. Ein Dach wurde nicht verbaut. Nach dem Besuch des Präsidenten ging das Cabriolet in die Sammlung von Volkswagen do Brasil.